# Sud-Africains indiens

Densité de la population indienne/asiatique.
<1 /km²
1–3 /km²
3–10 /km²
10–30 /km²
30–100 /km²
100–300 /km²
300–1000 /km²
1000–3000 /km²
>3000 /km²

Densité de la population indienne/asiatique.
0–20%
20–40%
40–60%
70–80%
80–100%

Les Sud-Africains Indiens ou les Indiens du Natal sont une population d'origine indienne vivant en Afrique du Sud. Ce sont les descendants des coolies/travailleurs engagés recrutés dans les régions de Madras, de Calcutta et des régions Bhojpuri à partir de 1860 pour travailler dans les plantations de canne à sucre du Natal. La majorité d'entre eux vit autour de la ville de Durban, ce qui en fait la ville la plus indienne en dehors de l'Inde. La plupart sont des descendants des immigrants de l'Inde coloniale, arrivés à la fin du XIXe siècle et au début du XXe siècle. Ils sont parfois qualifiés d'Asiatiques, en incluant les Sud-Africains d'origine iranienne et ceux de la petite communauté chinoise. Lors du dernier recensement, ils étaient 1 300 000, soit 2,7 % de la population sud-africaine.

## Identité raciale
Pendant l'ère coloniale (1652-1910), la minorité blanche, qui détenait la grande majorité du pouvoir politique, accordait aux Indiens le même statut subordonné qu'aux Noirs dans la société sud-africaine,. Pendant la période d'apartheid (1948 à 1991), les Sud-Africains indiens étaient légalement classés comme un groupe racial distinct.

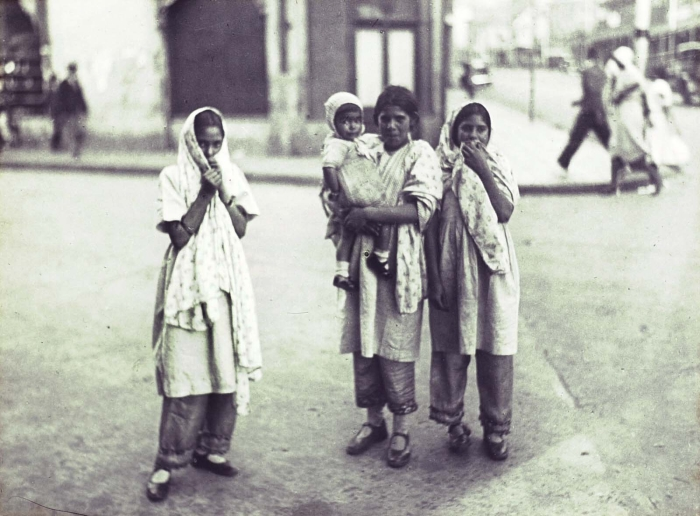
Sud-Africains indiens entre 1910 et 1940. Tropenmuseum.

Au plus fort de la ségrégation et de l'apartheid, les identités des groupes « Indien », « Métis » et « Malais » contrôlaient de nombreux aspects de la vie quotidienne, notamment les lieux où une personne classée était autorisée à vivre et à étudier.
L'identité raciale « Indienne » a été créée à la fois par des mouvements politiques internes cherchant à consolider le soutien entre les différentes ethnies indiennes face à la discrimination ; et par les divers gouvernements coloniaux ou sud-africains, qui ont strictement codifié les frontières physiques et culturelles entre les « groupes raciaux » et encouragé ces identités de groupe. En raison de ces règles d'apartheid, les Sud-Africains continuent de s'identifier et de se classer officieusement entre eux comme « Noirs », « Blancs », « Métissés » et « Indiens ». Bien qu'ils vivent en Afrique du Sud depuis plus de 150 ans et soient officiellement reconnus comme faisant partie de la population depuis 1961, les Indiens sont encore parfois perçus comme une présence étrangère dans le pays et doivent justifier leur appartenance à l'Afrique du Sud comme patrie.

## Histoire

### Esclavage hollandais au Cap
Une proportion importante des esclaves importés au Cap provenaient de régions d'Inde (dont l'actuel Bangladesh), d'Indonésie et du Sri Lanka. Si les chercheurs sud-africains ont supposé à tort que ces esclaves étaient achetés sur des « marchés aux esclaves », nombre d'entre eux ont été victimes d'enlèvements. Nombre d'esclaves n'avaient aucune identité indienne et ont été intégrés aux communautés des « métis du Cap » et des Malais du Cap. Les Afrikaners blancs pourraient également avoir des ancêtres esclaves indiens, comme l'illustre l'exemple de l'ancien président de l'État, F.W. de Klerk, qui a révélé dans son autobiographie que l'une de ses ancêtres était une esclave nommée Diane du Bengale. Les esclaves indiens musulmans ont intégré la communauté malaise du Cap après leur libération, adoptant d'abord le malais, puis l'afrikaans.
Kalaga Prabhu, un brahmane goud saraswat originaire de Cochin, fut l'un des premiers Indiens à s'installer en Afrique du Sud. Il était le plus important marchand konkani de Cochin (aujourd'hui Kochi, au Kerala). En guise de punition pour avoir conspiré avec le roi musulman de Mysore, Hyder Ali, pour renverser le roi de Cochin, Kalaga Prabhu et son fils Chorda Prabhu furent arrêtés par les Hollandais et exilés à vie avec leurs familles au Cap de Bonne-Espérance en 1771. Il n'existe aucune autre trace de cet individu et de ses descendants, s'il en existe.

### Travailleurs sous contrat et Indiens voyageurs
La communauté indienne sud-africaine moderne descend en grande partie des Indiens arrivés en Afrique du Sud à partir de 1860. Les 342 premiers d'entre eux sont arrivés à bord du Truro en provenance de Madras, suivis du Belvedere en provenance de Calcutta. Ils ont été transportés comme travailleurs sous contrat pour travailler dans les plantations de canne à sucre de la colonie du Natal. Au total, environ 200 000 Indiens sont arrivés comme travailleurs sous contrat sur une période de cinq décennies, plus tard également comme mineurs de charbon et cheminots sous contrat. Les travailleurs sous contrat parlaient généralement le tamoul, le télougou, le bhojpuri et le dialecte hindi awadhi, et la majorité étaient hindous, avec des minorités musulmanes et chrétiennes. Les Indiens furent importés car les autorités coloniales constatèrent que les Noirs africains locaux étaient économiquement autonomes et donc peu disposés à travailler pour les agriculteurs coloniaux. D'autres autorités coloniales estimaient quant à elles que la culture africaine de « chasse et de guerre » de l'époque était incompatible avec un passage soudain au travail salarié. Le journal Mercury était favorable à l'importation de main-d'œuvre, bien que d'autres journaux du Natal s'y soient opposés. En général, l'importation de main-d'œuvre n'était pas considérée comme politiquement importante par les colons lorsqu'elle fut proposée. L'importation de main-d'œuvre indienne était motivée par le lobbying d'un groupe relativement restreint de planteurs de canne à sucre. Les conséquences à long terme de l'immigration indienne (l'établissement d'une population indienne permanente au Natal) n'étaient pas prises en compte (en 1904, les Indiens étaient plus nombreux que les Blancs au Natal). Bien que 1860 soit considérée comme le début de la colonisation indienne au Natal, un agriculteur du nom d'ER Rathbone fut le premier à introduire de la main-d'œuvre indienne dans la colonie en 1849,.

### Premières discriminations (1860–1910)

#### Natal
Les Indiens de la colonie britannique du Natal furent confrontés à une législation répressive. Ils furent contraints de porter des laissez-passer en 1888. En 1893, M. K. Gandhi arriva en Afrique du Sud pour représenter un homme d'affaires indien dans un litige juridique. Après son arrivée en Afrique du Sud, Gandhi fut victime de discrimination raciale et, à la suite de la proposition de loi visant à restreindre le droit de vote des Indiens du Natal, il contribua à organiser la résistance, ce qui conduisit à la formation du Congrès indien du Natal. Cette résistance organisée conduisit pour la première fois à l'unification de groupes disparates d'Indiens d'Afrique du Sud.

#### Transvaal
Le gouvernement boer de la République sud-africaine a instauré pour la première fois une législation discriminatoire à l'encontre des Indiens en 1885, ce qui a suscité des protestations de la part du gouvernement britannique, les Indiens étant sujets britanniques, et a été l'un des prétextes à la Seconde Guerre des Boers. Les Indiens se sont vu interdire de travailler dans l'industrie minière et des zones ont été réservées aux coolies dans plusieurs villes du Transvaal. Les personnes de couleur ne pouvaient pas non plus circuler sur les trottoirs du Transvaal. Après la fin de la Seconde Guerre des Boers, la nouvelle administration coloniale du Transvaal a maintenu les mêmes pratiques discriminatoires à l'encontre des Indiens.

#### État libre d'Orange
Une loi de 1891 interdisait aux Indiens de vivre dans l'État libre d'Orange, alors république boer indépendante, ce qui a conduit à leur absence quasi totale de la région, une situation qui a perduré jusqu'à l'époque de l'apartheid.

### Union sud-africaine (1910-1948)

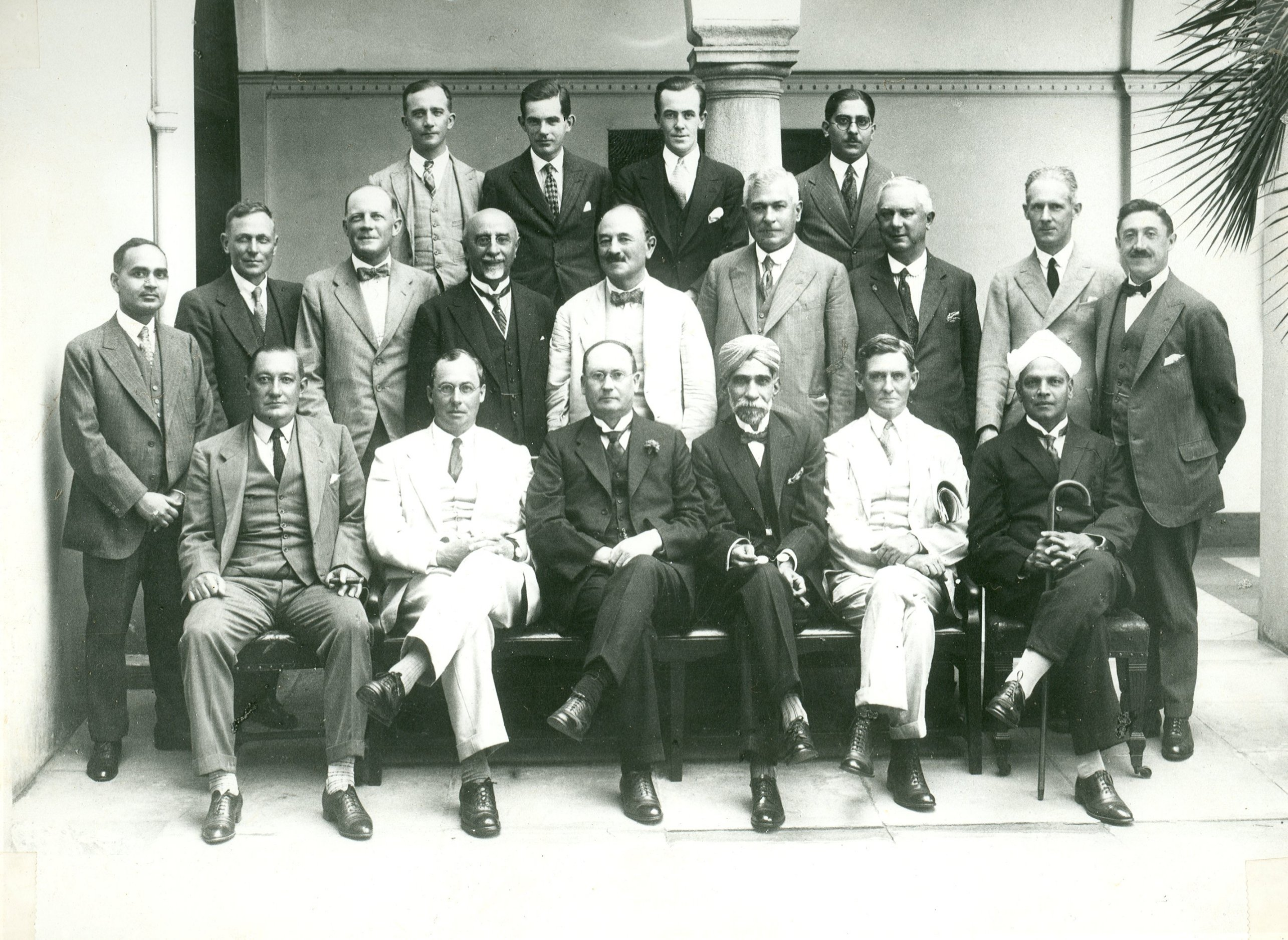
Conférence indo-sud-africaine de décembre 1926 : Daniel François Malan, entouré des membres des délégations indiennes et sud-africaines.

Les efforts visant à encourager le rapatriement des Indiens en Inde comprenaient des incitations financières, ainsi qu'un traitement discriminatoire. En décembre 1926 et janvier 1927, le gouvernement sud-africain et les autorités indiennes organisèrent une table ronde au cours de laquelle il fut convenu que le gouvernement indien créerait un programme de rapatriement des Indiens, le gouvernement sud-africain acceptant de « soutenir » les Indiens restés, sous la surveillance d'un agent du gouvernement indien. Cependant, le nombre d'Indiens rapatriés fut inférieur aux prévisions, et les tensions raciales persistèrent entre Indiens et Blancs jusque dans les années 1940.

Sud-Africains indiens au travail entre 1910 et 1940. Tropenmuseum.
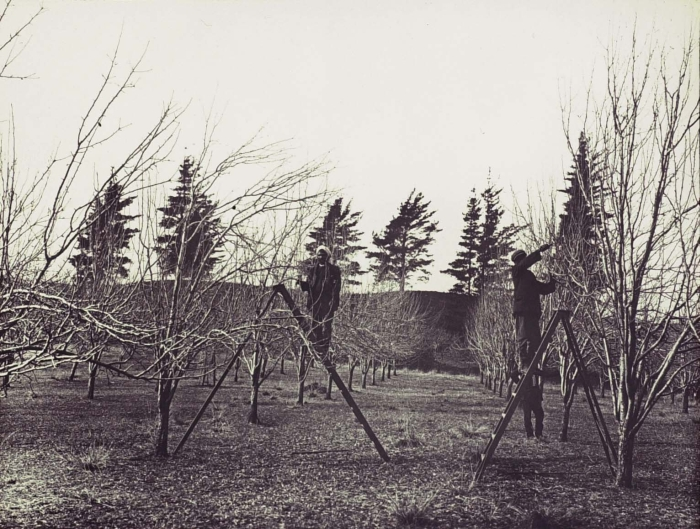
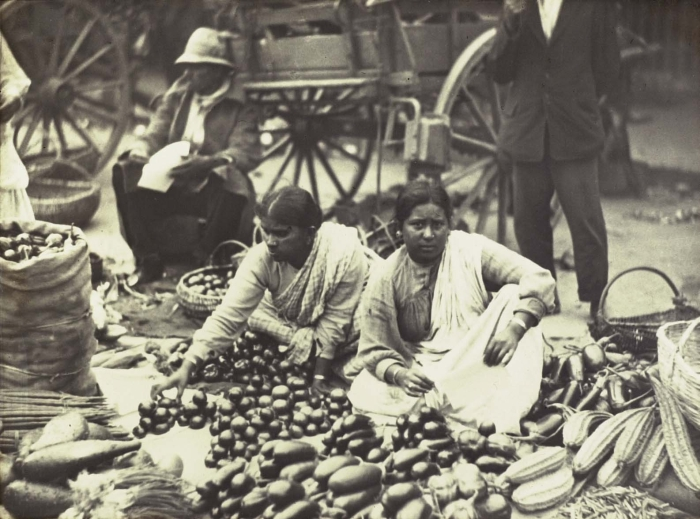
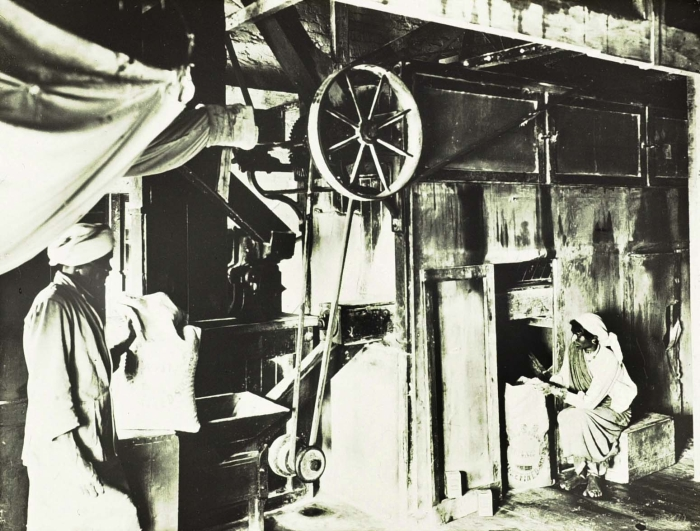

### Apartheid (1948-1991)

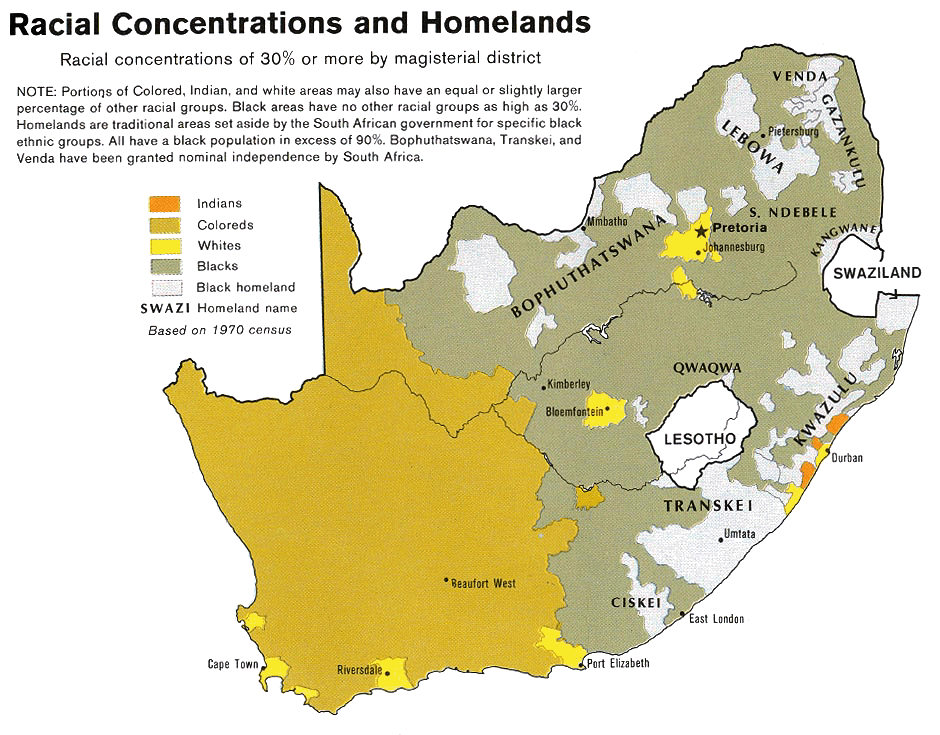
Carte raciale de l'Afrique du Sud, 1979. La couleur orange indique les zones où les personnes d'origine indienne étaient les plus nombreuses. Dans d'autres zones, comme celles marquées « Mints », ils étaient soit minoritaires, soit interdits d'entrée en vertu des lois de l'apartheid.

Les émeutes de Durban étaient des émeutes anti-indiennes, principalement menées par des Zoulous, ciblant les Indiens à Durban, en Afrique du Sud, en janvier 1949. Elles ont entraîné le massacre d'Indiens, pour la plupart pauvres. Au total, 142 personnes ont péri et 1 087 autres ont été blessées. Elles ont également entraîné la destruction de 58 magasins, 247 habitations et une usine.
Discriminés par les lois de l'apartheid, notamment la loi sur les zones de groupe, appliquée en 1950, les Indiens ont été déplacés de force dans des townships indiens et leurs déplacements ont été restreints. Ils n'étaient pas autorisés à résider dans la province de l'État libre d'Orange et devaient obtenir une autorisation spéciale pour y entrer ou y transiter. De plus, conformément à la politique de l'État, ils bénéficiaient d'une éducation inférieure à celle des Sud-Africains blancs. La loi sur le régime foncier asiatique et la loi sur la représentation indienne de 1946 ont été abrogées.
La loi sur l'enregistrement de la population de 1950 définissait initialement les Indiens comme faisant partie de la population de couleur.
En 1961, les Indiens furent officiellement reconnus comme faisant partie intégrante de la population sud-africaine, et le ministère des Affaires indiennes fut créé, avec un ministre blanc à sa tête. En 1968, le Conseil indien sud-africain vit le jour, servant de lien entre le gouvernement et le peuple indien.
L'Université de Durban-Westville (qui fait aujourd'hui partie de l'Université du KwaZulu-Natal) fut construite grâce à une contribution « Rand for Rand » des Sud-Africains indiens et du gouvernement dans les années 1970. Auparavant, les étudiants indiens devaient prendre un ferry pour se rendre à la prison abandonnée de l'île de Salisbury, qui leur servait d'université.
Des expressions racistes courantes étaient utilisées pendant l'apartheid. Les Indiens d'Afrique du Sud étaient (et sont parfois encore) désignés par l'épithète raciale de « coolie ».
En 1968, le Conseil indien sud-africain (à ne pas confondre avec le Congrès indien sud-africain anti-apartheid, qui portait les mêmes initiales) fut créé par le gouvernement. En 1974, il fut reconstitué afin que 50 % de ses membres soient élus par des Indiens. Le Conseil ne bénéficia pas d'un large soutien : par exemple, en 1981, seuls 6 % des électeurs inscrits participèrent aux élections.
En novembre 1983, la Constitution sud-africaine est réformée par référendum afin de mettre en place un parlement tricaméral permettant ainsi aux minorités coloureds et indiennes de participer à l'élaboration des lois nationales au sein de chambres racialement distinctes et subordonnées à la chambre de l'Assemblée (dont les membres sont élus par les blancs). La Chambre indienne, composée de 45 députés dont 40 élus par l'électorat indien, 2 nommés par le président de la République et 3 élus par les 40 autres membres de la chambre sur une base proportionnelle, prend alors le nom de Chambre des délégués. Celle-ci est notamment compétente sur les questions relevant de la vie quotidienne comme les questions d'éducation, le logement, la santé et les services sociaux. Parallèlement, Amichand Rajbansi devient le premier indien membre du gouvernement sud-africain, chargé des affaires indiennes, tandis que Bhadra Ranchod devient en 1987 le premier indien à représenter l'Afrique du Sud à l'étranger (en tant qu'Ambassadeur auprès de la Communauté économique européenne). La Constitution sud-africaine de 1983 restera en vigueur jusqu'à l'entrée en vigueur d'une nouvelle constitution en 1994, mettant alors fin au parlement tricaméral et au consociationalisme dont elle s'inspirait[réf. nécessaire].

### Après l'apartheid
Le Front des minorités d'Amichand Rajbansi (anciennement le Parti national du peuple) a conservé un certain soutien dans ses bastions. Cependant, après la mort de Rajbansi en 2011, le parti n'a remporté aucun siège à l'Assemblée nationale lors des élections générales de 2014.
Les Indiens qui étaient citoyens avant 1994, et donc discriminés par le système d'apartheid, sont considérés comme noirs aux fins de l'équité en matière d'emploi; autrement dit, ils sont classés comme ayant été défavorisés sous l'apartheid. Ils sont donc éligibles à la « discrimination positive » et aux allocations d'autonomisation économique des Noirs[réf. nécessaire].

## Religion
Presque tous les Indiens d'Afrique du Sud sont hindous, chrétiens ou musulmans. Il existe également de petits groupes de parsis, de sikhs et de bouddhistes. On estime également qu'il y a environ 13 000 sikhs en Afrique du Sud. La majorité des musulmans sud-africains sont indiens ou appartiennent à la communauté multiethnique du Cap-Occidental.
La proportion de Sud-Africains d'origine indienne pratiquant l'hindouisme est passée de 50 % en 1996 à 47,27 % en 2001. Ce chiffre est passé à 41,3 % en 2016, puis à 37,9 % en 2022. Cette baisse est principalement due à la conversion des hindous au christianisme par les missionnaires.

## Cuisine

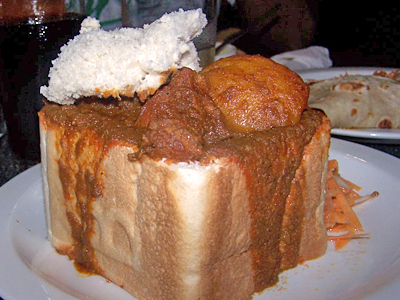
Un exemple de bunny chow servi à Durban est originaire de la communauté indienne d'Afrique du Sud.

Les plats au curry sont populaires en Afrique du Sud, quelle que soit leur origine ethnique; nombre de ces plats sont arrivés dans le pays grâce aux milliers de travailleurs indiens arrivés en Afrique du Sud au XIXe siècle. La cuisine indienne sud-africaine s'est adaptée aux ingrédients locaux et propose une variété de currys, rotis, confiseries, chutneys, snacks frits comme le samosa (appelé samoosa en Afrique du Sud) et autres mets salés. Le bunny chow, un plat indien de Durban composé d'une miche de pain creuse fourrée au curry, a été inventé par nécessité, les Indiens n'étant pas autorisés à manger dans leurs propres restaurants. Ce plat fait partie intégrante de la cuisine sud-africaine traditionnelle et est devenu très populaire[réf. nécessaire].

## Indiens sud-africains notables
- Amichand Rajbansi
- Hashim Amla
- Kader Asmal
- Lesley-Ann Brandt
- Amina Cachalia
- Yusuf Dadoo
- Ela Gandhi
- Frene Ginwala
- Kerishnie Naicker
- Pravin Gordhan
- Raoul Hyman
- Adhir Kalyan
- Ahmed Kathrada
- Zain Bihkha
- Yusuf Maart
- Tyla
- Luther Singh
- Navanethem Pillay
- Ebrahim Patel
- Kumi Naidoo
- Jay Naidoo